# Running with the Wolves
Running with the Wolves é o EP de estreia da cantora e compositora norueguesa Aurora, lançado em 4 de maio de 2015 pela Decca Records e Universal Music.

## Composição
De acordo com Aurora, cada música do EP tem um tema diferente, que ela descreveu havendo "um muito mórbido, um sonhador, um animalesco e depois um muito triste". "Runaway" foi lançado como o primeiro single do EP em 7 de fevereiro de 2015 pela Petroleum Records.  A faixa-título foi lançada como o segundo e último single do álbum. A música também foi adaptada para o filme Wolfwalkers (2020) produzido por Tom Moore. Os singles anteriores "Awakening" e "Under Stars" foram incluídos na edição vinil do EP.

## Lançamento e promoção
Para divulgar o EP,  Aurora fez várias apresentações. Ela se apresentou no Concerto do Prêmio Nobel da Paz de 2015 e fez um show esgotado em Londres. Também apoiou Of Monsters and Men na Brixton Academy em novembro de 2015.

## Faixas
Edição digital e CD
| N.º            | Título                    | Compositor(es)                               | Produtor(es)                | Duração |  |
| 1.             | "Runaway"                 | Aurora Aksnes Magnus Åserud Skylstad         | Odd Martin Skålnes Skylstad | 4:10    |  |
| 2.             | "Running with the Wolves" | Aurora Michelle Leonard Nicolas Rebscher     | Skålnes Rebscher Skylstad   | 3:12    |  |
| 3.             | "In Boxes"                | Aurora Edvard Førre Erfjord Henrik Michelsen | Electric Skylstad           | 3:22    |  |
| 4.             | "Little Boy in the Grass" | Aurora Skylstad Skålnes                      | Skalnes Skylstad            | 4:15    |  |
| Duração total: | Duração total:            | Duração total:                               | Duração total:              | 14:59   |  |

Edição em vinil
| N.º            | Título                    | Compositor(es)                               | Duração |  |
| 1.             | "Runaway"                 | Aurora Aksnes Magnus Åserud Skylstad         | 4:10    |  |
| 2.             | "Running with the Wolves" | Aurora Michelle Leonard Nicolas Rebscher     | 3:12    |  |
| 3.             | "Awakening"               | Odd Martin Skålnes                           | 3:40    |  |
| 4.             | "Under Stars"             | Dan McDougall                                | 3:19    |  |
| 5.             | "In Boxes"                | Aurora Edvard Førre Erfjord Henrik Michelsen | 3:22    |  |
| 6.             | "Little Boy in the Grass" | Aurora Skylstad Skålnes                      | 4:15    |  |
| Duração total: | Duração total:            | Duração total:                               | 18:11   |  |

Notas
- A versão em vinil do EP inclui uma versão alternativa de "Awakening" do que o lançamento do single.Referências

1. ↑  Kaplan, Ilana (4 de maio de 2015). «Listen to Teenage Songstress AURORA's Deft Debut EP». Noisey Vice. Consultado em 19 de janeiro de 2022
2. ↑  Harshavardan, Paul (18 de março de 2016). «ALBUM REVIEW: Aurora – 'All My Demons Greeting Me As a Friend'». Cultured Vultures. Consultado em 19 de janeiro de 2022
3. ↑  «Of Monsters & Men hit the road with Highasakite & Aurora!». Nordic Playlist. 24 de novembro de 2015. Consultado em 19 de janeiro de 2022. Arquivado do original em 15 de agosto de 2016